# Edmond Bailly
Henri-Edmond Limet dit Edmond Bailly, né le 19 juin 1850 à Lille et mort le 8 septembre 1916 à Paris est un libraire, éditeur, écrivain et compositeur français.

## Biographie
Edmond Bailly est un musicien et un écrivain d'inspiration symbolique, theosophique et ésotérique. Il a écrit des essais, des récits et des articles sur la « musique ésotérique ».
Il publie l'un de ses premiers textes dans La Pléiade (1886).
Son travail le plus remarquable fut sans doute sa direction de la Librairie de l'art indépendant ouverte à Paris au 11, Rue de la Chaussée-d'Antin. Il y édite plusieurs revues et s'occupe de jeunes auteurs. Ainsi il devient l'un des animateurs du symbolisme mais aussi de la Société théosophique. André Gide, Paul Claudel, Henri de Régnier, Pierre Louÿs, Louis Ménard, Hazrat Inayat Khan débutent chez lui, et publient leurs premiers ouvrages à la Librairie de l'art indépendant qui ferma en 1917.
Hazrat Inayat Khan a écrit dans le magazine Sufi de novembre 1916 : "In memoriam - Cet homme modeste et tranquille, à la simplicité enfantine, était un étudiant très enthousiaste et sérieux de la musique et de la philosophie orientales".
Il fut aussi le directeur fondateur du Comptoir d'édition.

## Œuvre
- 1888 : Étude sur la vie et les œuvres de Frédéric Klopstock.
- 1887 : Lumen, féerie chatoyante.
- 1900 : « Le son dans la nature », in The Theosophical Review, no 26, août, page 573.
- 1900 : Le Pittoresque musical à l'Exposition.
- 1903 : L'Islamisme et son enseignement ésotérique[4].
- 1909 : La Légende de Diamant, sept récits du monde celtique.
- 1912 : Le Chant des Voyelles comme invocation aux dieux planétaires[5].